# Gynaeseius armellae
Gynaeseius armellae är en spindeldjursart som först beskrevs av Schicha och Gutierrez 1985.  Gynaeseius armellae ingår i släktet Gynaeseius och familjen Phytoseiidae. Inga underarter finns listade i Catalogue of Life.